# Europejski system walutowy
Europejski system walutowy (ang. European Monetary System, EMS) – ustalenie powzięte przez kraje członkowskie Wspólnoty Europejskiej i Komisję Europejską w 1979 roku w celu koordynacji polityki kursowej. Najpierw został stworzony tzw. wąż walutowy, a następnie w wyniku rozwoju systemu międzynarodowych płynnych kursów walutowych postanowiono wprowadzić dalsze regulacje i ustanowiono europejski system walutowy (ESW), oparty na stałych kursach walutowych.

## Cele ESW
- stworzenie obszaru stabilności monetarnej, która regulowałaby sytuację gospodarczą i polityczną w ramach Europejskiej Wspólnoty Gospodarczej
- uniknięcie wpływu na gospodarki państw z niską inflacją konkurencyjnych dewaluacji przeprowadzanych przez kraje z wyższą inflacją
- wprowadzenie zewnętrznego czynnika, który dyscyplinowałby związki zawodowe lub wzmacniał wiarygodność polityki antyinflacyjnej w krajach z wysoką inflacją

## Najważniejsze trzy elementy ESW
- mechanizm kursów walutowych – mający na celu redukcję wahań między kursami walut krajowych wspólnoty europejskiej (6 członków UE)
- wspólna waluta ECU – bezgotówkowa, składająca się z koszyka 9 walut krajów EWG, później w 1999 zastąpiona przez euro
- mechanizm interwencyjno-kredytowy banków centralnych – sposób dostarczania kredytu krajom mającym trudności z bilansem płatniczym (wszystkie państwa członkowskie UE)

## Siatka parytetów bilateralnych
Było to pierwsze posunięcie, które polegało na wyznaczeniu kursów centralnych dla każdej pary walut. Mogły one być zmieniane, ale tylko w wyjątkowych sytuacjach, natomiast pasmo wahań wynosiło ± 2,25% i zostało następnie poszerzone do ± 15% w celu przeciwdziałania spekulacjom. Zanim zostały osiągnięte granice pasma, kraje mogły interweniować kupując lub sprzedając odpowiednie waluty po wyrażeniu zgody przez zainteresowane państwa (interwencja wewnątrzpasmowa). Jeżeli jednak kurs między dwiema walutami osiągał granicę, to władze monetarne tych państw były już zobowiązane do tego, aby sytuację unormować (interwencja na granicy pasma). Mechanizm, który miał zapewnić utrzymanie stałych kursów walutowych, działał w sposób asymetryczny, ponieważ interwencje podejmowane przez kraje były dużo bardziej kosztowne dla państw z deficytem bilansu płatniczego. Ponadto restrykcyjne działania krajów o wysokim znaczeniu gospodarczym wpływały na aprecjację jego waluty w stosunku do waluty innych, mniejszych państw. Dobrym przykładem jest tutaj polityka gospodarcza Niemiec nastawiona na utrzymanie stabilności monetarnej, która wywoływała ciągłą presję na aprecjację marki w stosunku do innych walut. Spowodowało to utworzenie drugiego mechanizmu wahań opartego na europejskiej jednostce walutowej (ECU).

## ECU i wskaźnik dywergencji
Zostało stworzone jako koszyk walut zawierający waluty krajów EWG.
W zamierzeniach miało służyć jako:
- podstawa funkcjonowania symetrycznego mechanizmu wahań
- instrument spłaty pożyczek między bankami centralnymi w ramach ESW
- waluta rezerwowa.

Wskaźnikiem dywergencji jest różnica między wartością ECU wyliczoną zgodnie z kursami centralnymi a wartością wyliczoną zgodnie z kursami rynkowymi. Jest to lepszy wskaźnik niż wskaźnik dywergencji liczony na bazie różnic między poszczególnymi kursami bilateralnymi, ponieważ pozwala na identyfikację waluty dywergencji w stosunku do całego koszyka walut, co byłoby niemożliwe gdyby zwracało się uwagę jedynie na fluktuację wokół parytetów bilateralnych.
Mechanizm ten miał zapewnić większa symetrię w sygnalizowaniu napięć i rozkładaniu ciężaru dostosowań niż wcześniejszy system oparty na siatce parytetów. Poprzez to byłby to efektywniejszy mechanizm koordynujący polityki gospodarcze krajów uczestniczących w MKW. Jak się jednak okazało, mechanizm ten nie spełnił swoich funkcji, na co złożyło się wiele przyczyn, głównie zaś brak wiążącego zobowiązania do interwencji za pomocą dostosowawczej polityki pieniężnej i fiskalnej w sytuacji dywergencji między rynkową wartością ECU, a jego wartością wyliczoną zgodnie z kursami centralnymi.

## Efekty
Cel rozszerzenia i wzmocnienia współpracy walutowej: wskaźnikiem, jakim możemy się przy kwestii realizacji tego celu posłużyć, jest zmienność kursów walutowych. Śledząc zmiany tego wskaźnika, możemy przyjąć, że został on w większym stopniu zrealizowany przez uczestników MKW niż przez inne państwa członkowskie OECD. Zatem efekt realizacji uznajemy za pozytywny.
Asymetria występująca w „wężu”: biorąc pod uwagę tę kwestię, zasadnym jest stwierdzenie, że cel w wymiarze ogólnym nie został osiągnięty, bowiem tylko Niemcy były w stanie decydować o swojej polityce pieniężnej, narzucając tym samym kierunek działań innym krajom.